# Gmina Netretić
Gmina Netretić (chorw. Općina Netretić) – gmina w Chorwacji, w żupanii karlowackiej. W 2011 roku liczyła  2862 mieszkańców.